# كونشيتا ورست
توماس نويورث (بالألمانية: Conchita Wurst)‏ (بالإنجليزية Thomas "Tom" Neuwirth) يعرف أيضا باسم (كونشيتا ورست ويكيبيديا)هو مغني نمساوي ولد (6 نوفمبر/تشرين الثاني 1988), ورست مثل النمسا وفاز في المسابقة الغنائية (يوروفيجن) من العام 2014 التي أقيمت في كوبنهاغن عاصمة الدنمارك.
في سن المراهقة تعرض توماس لمضايقات وتمييز فقرر ان يخلق شخصية أخرى «كونشيتا» السيدة الملتحية. كتعبير عن التسامح والتقبل وأنه يجب أن يعيش الإنسان كما يريد طالما لا يؤذي أشخاص آخرين.
كونشيتا ورست شارك في أعمال خيرية عديدة وشارك في مؤتمرات عديدة للدفاع عن حقوق الإنسان أبرزها في منظمة «الأمم المتحدة» وقابل «بان كي مون».
كان أول ظهور لتوماس كان في العام 2007 في برنامج غنائي إسمه "Starmania" يعرض على التلفزيون النمساوي.
تخرج توماس في العام 2011 من جامعة "Graz" تخصص تصميم أزياء.
تم ترشيح كونشيتا ورست ضمن جوائز الأوسكار العالمية السنوية لأفضل فناني العالم ترجع هذه النجاحات إلى الأغاني الرائعة التي احتلت المراكز الأولى في مختلف دول العالم وحاليا يعمل على ألبومه الجديد المتوقع صدوره في منتصف العام 2015 .

## روابط خارجية
- كونشيتا ورست على موقع IMDb (الإنجليزية)
- كونشيتا ورست على موقع ميوزك برينز (الإنجليزية)
- كونشيتا ورست على موقع ميوزك برينز (الإنجليزية)
- كونشيتا ورست على موقع أول ميوزيك (الإنجليزية)
- كونشيتا ورست على موقع ديسكوغز (الإنجليزية)
- كونشيتا ورست على موقع ديسكوغز (الإنجليزية)
- كونشيتا ورست على موقع قاعدة بيانات الفيلم (الإنجليزية)